# Chi phí kê đơn
Chi phí kê đơn là một chi phí chăm sóc sức khỏe phổ biến đối với nhiều người và cũng là nguồn gốc của khó khăn kinh tế đối với một số người.

## Định nghĩa
Chi phí kê đơn là một thuật ngữ mơ hồ: Nó có thể có nghĩa là toàn bộ chi phí của một loại thuốc theo quy định hoặc trợ lý y tế (máy phun sương, xe lăn, v.v.) - hoặc chỉ là chi phí theo toa bỏ túi cho những người có bảo hiểm y tế, vì một số của nó có thể được trả bởi một bên thứ ba.    Chi phí kê đơn là chi phí chăm sóc sức khỏe thường xuyên cho người bệnh và có thể có nghĩa là khó khăn kinh tế cho người nghèo. Chi phí kê đơn ở Mỹ bao gồm các khoản khấu trừ, đồng thanh toán và giới hạn trên trong phạm vi bảo hiểm.
Tính đến năm 2017, chi phí kê đơn dao động từ chỉ hơn 15% ở các nước thu nhập cao đến 25% ở các nước thu nhập trung bình thấp và các nước thu nhập thấp. :418

## Yếu tố giá thuốc
| Thuốc uống | Mỹ      | Canada  | Anh     | Tây Ban Nha | nước Hà Lan |
| ---------- | ------- | ------- | ------- | ----------- | ----------- |
| Enbrel     | $ 2.225 | $ 1,646 | $ 1,117 | $ 1.386     | $ 1,509     |
| Celebrex   | $ 225   | $ 51    | $ 112   | $ 164       | $ 112       |
| Copaxone   | $ 3,903 | $1.400  | $ 862   | $ 1.191     | $ 1.190     |
| Duloxetine | $ 194   | $ 110   | $ 46    | $ 71        | $ 52        |
| Humira     | $ 2.246 | $ 1.950 | $ 1,102 | $1.498      | $1.498      |
| Nexium     | $ 215   | $ 30    | $ 42    | $ 58        | $ 23        |

Giá bất kỳ loại thuốc dược phẩm để bán cho công chúng là rất đắt. Per Forbes, việc đặt giá trần cao cho một loại thuốc mới có thể là vấn đề vì các bác sĩ có thể ngại kê đơn thuốc, vì chi phí có thể quá lớn so với lợi ích. Đặt giá quá thấp có thể ám chỉ sự thấp kém, rằng thuốc quá "yếu" đối với thị trường. Có nhiều chiến lược và yếu tố giá khác nhau đi vào nghiên cứu và đánh giá giá thuốc trong tương lai với toàn bộ các bộ phận trong các công ty dược phẩm của Mỹ như Pfizer dành cho phân tích chi phí. Bất kể chiến lược giá, chủ đề chung trong tất cả các yếu tố là tối đa hóa lợi nhuận.
Biểu đồ trên cho thấy sự khác biệt về giá thuốc ở các quốc gia khác nhau, điều này cho thấy sự khác biệt trong cả điều kiện thị trường và quy định của chính phủ các nước. Chẳng hạn, Canada có giá thuốc trần mà giá các loại thuốc không thể vượt quá.